# My Soul Summer
My Soul Summer è un film italiano del 2022 diretto da Fabio Mollo.

## Distribuzione
Il film è stato proiettato in anteprima il 16 ottobre 2022 ad Alice nella città, sezione autonoma e parallela alla Festa del Cinema di Roma 2022, ed è uscito nelle sale italiane il 24 ottobre seguente.